# Englischer Flugtippler

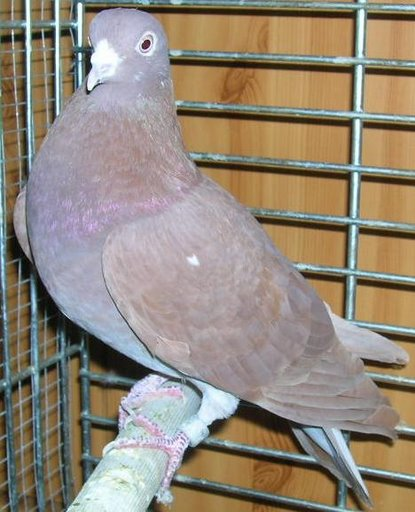
Roter Sheffield-Tippler

Der Englische Flugtippler ist eine Taubenrasse, die aus englischen Tümmlern gezüchtet wurde. Sie stammt wie alle Haustauben von der wilden Felsentaube (Columba livia) ab, die im afrikanisch-indischen Raum domestiziert wurde. Die Rasse wurde um 1840 in England durch Kreuzungen von einheimischen Tümmlern mit französischen Cumulet Tümmlern herausgezüchtet.

## Flugtyp
Aus den ursprünglichen Flugtipplern entwickelten sich verschiedene Typen für den Flugsport: die Sheffield-Tippler, Manchester-Tippler, Macclesfield-Tippler, Leicester-Tippler und die Lincoln-Crazies. Obwohl diese Typen heute nicht mehr anhand ihrer Körperform unterschieden werden können, behaupten Züchter Unterschiede am Flug ausmachen zu können.
Flugtippler sind ausdauernde Flugtauben. Der internationale Rekord im Dauerflug wurde am 21. Mai 1995 durch einen Stich Tauben des Iren Harry Shannon aufgestellt. Seine Alttippler flogen 22 Stunden und 5 Minuten. Der Rekord für Jungtippler liegt bei 20 Stunden und 42 Minuten. Im Gegensatz zu Brieftauben werden Flugtippler nicht zuvor an einen anderen Ort gebracht. Flugtippler fliegen in Sichtweite des heimatlichen Taubenschlages.
Wettflüge werden durch Flugtaubenverbände und -vereinigungen organisiert. In Deutschland sind dies u. a. die Deutsche Flugtippler Union e.V. (DFU) und der Tippler Club Deutschland (TCD).

## Schautyp

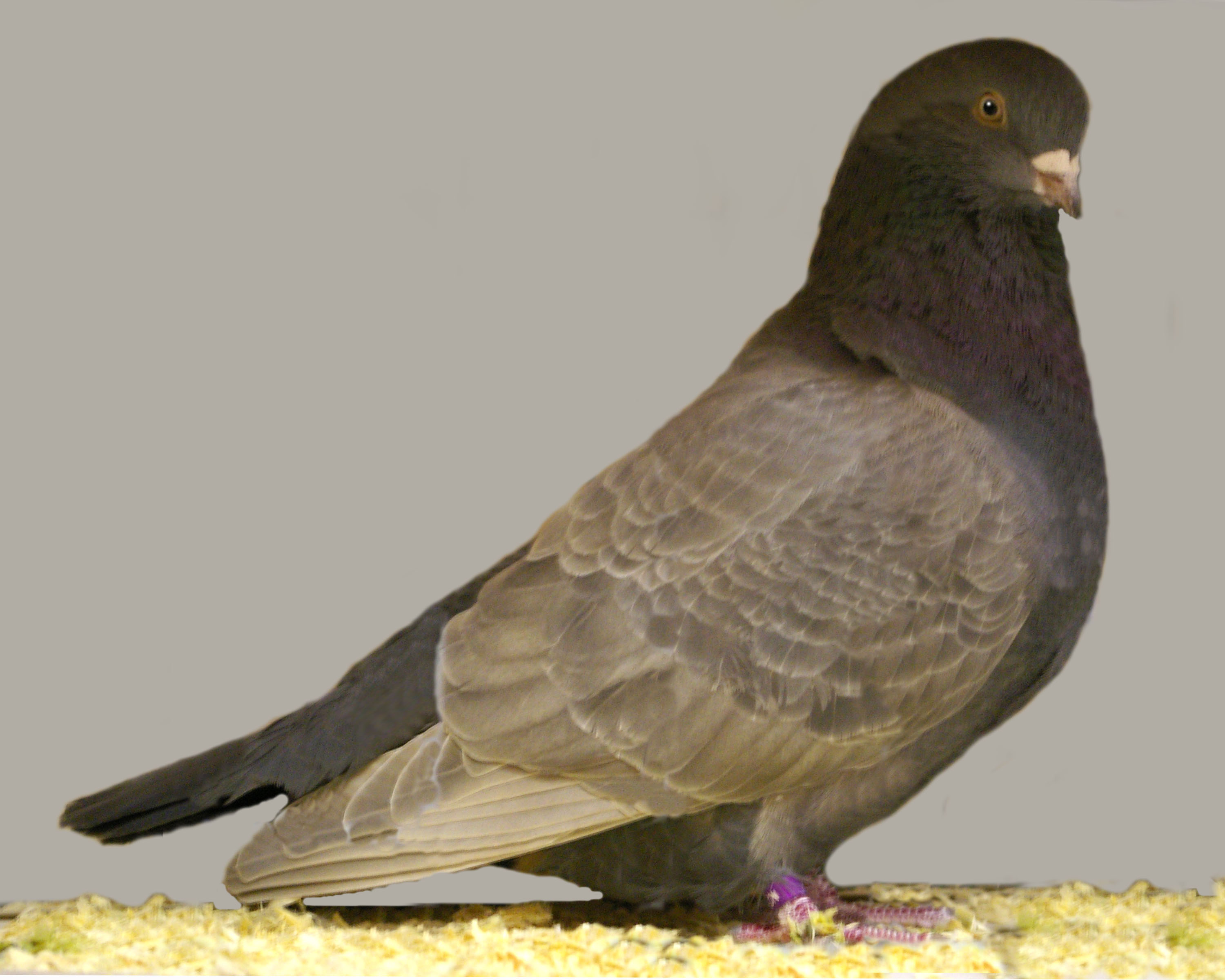
Dun farbener Schau-Flugtippler

Wie bei englischen oder amerikanischen Tümmlern üblich gibt es auch beim Flugtippler zwei Typen, die jeweils als eigenständige Rasse in den genannten Ländern anerkannt sind. Der Flugtyp wurde oben bereits beschrieben. Der Schautyp wurde als Englischer Schau-Flugtippler mit der Nummer 919 in der EE-Liste der Rassetauben des europäischen Zuchtverbandes aufgenommen. Standardbestimmend ist Großbritannien.